# Yashica
Yashica est un fabricant japonais d'appareils photos fondé en 1949. Rachetée en 1983 par Kyocera, la compagnie vendra des appareils sous ce nom jusqu'en 2005, date de cessation d'activité. Kyocera cèdera les droits de Yashica à JNC Datum Tech International en 2008, filiale de MF Jebsen Group. En mars 2015, les droits liés à la marque ont été transférés à Yashica International Company Limited, et la société 100 Entreprises International Group Co. Limited a été désigné représentant Yashica exclusif au niveau mondial. 
Il a fabriqué des appareils photos 35 mm comme le Yashica Electro 35, premier appareil 35 mm électronique, des reflex bi-objectif de moyen format (6 × 6) comme le Yashica Mat-124G, des appareils miniatures de format 8 × 11 comme le Yashica Atoron, mais aussi des caméras 8 mm et Super 8.

## Galerie

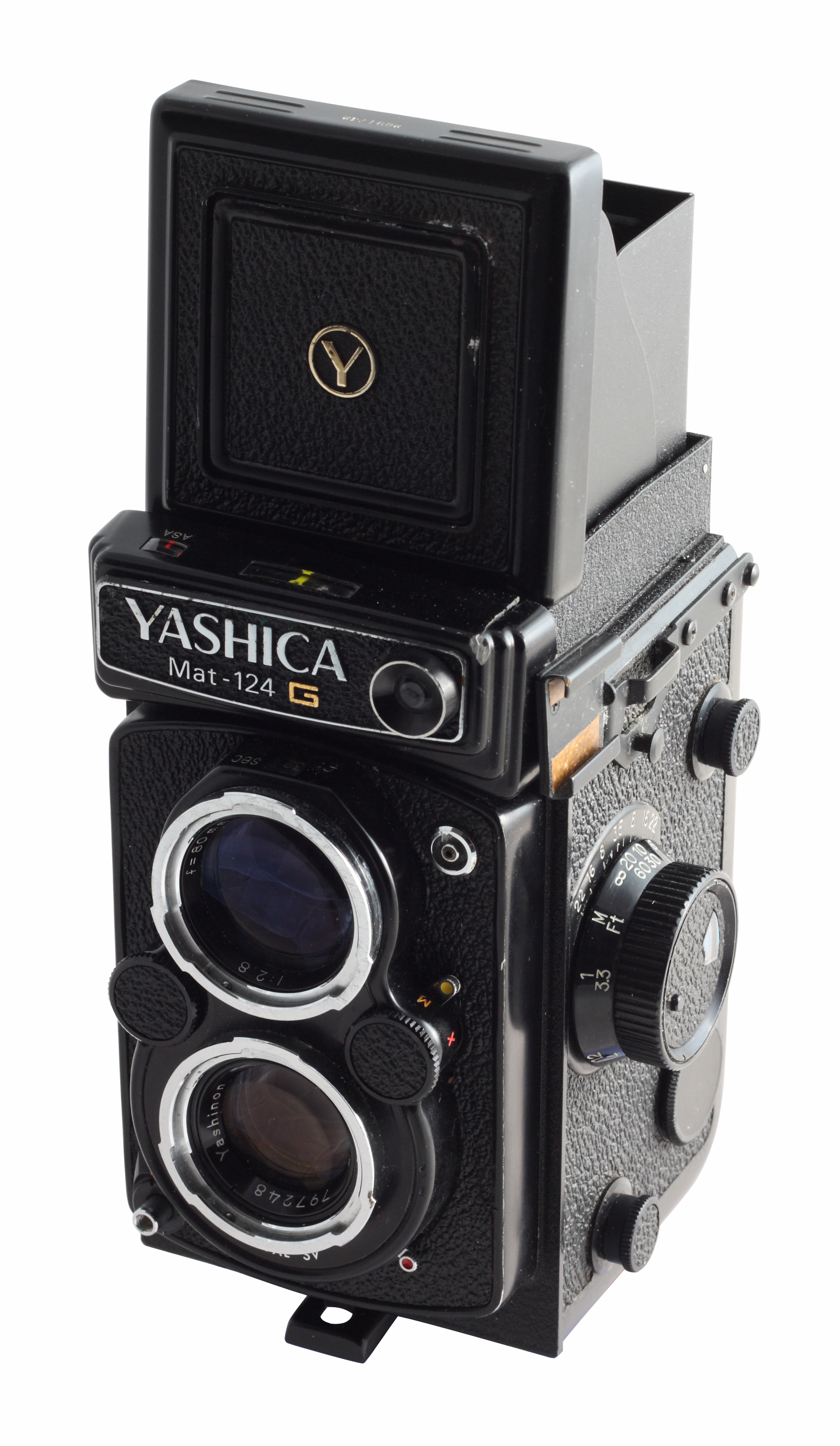
Yashica Mat-124G 6 × 6
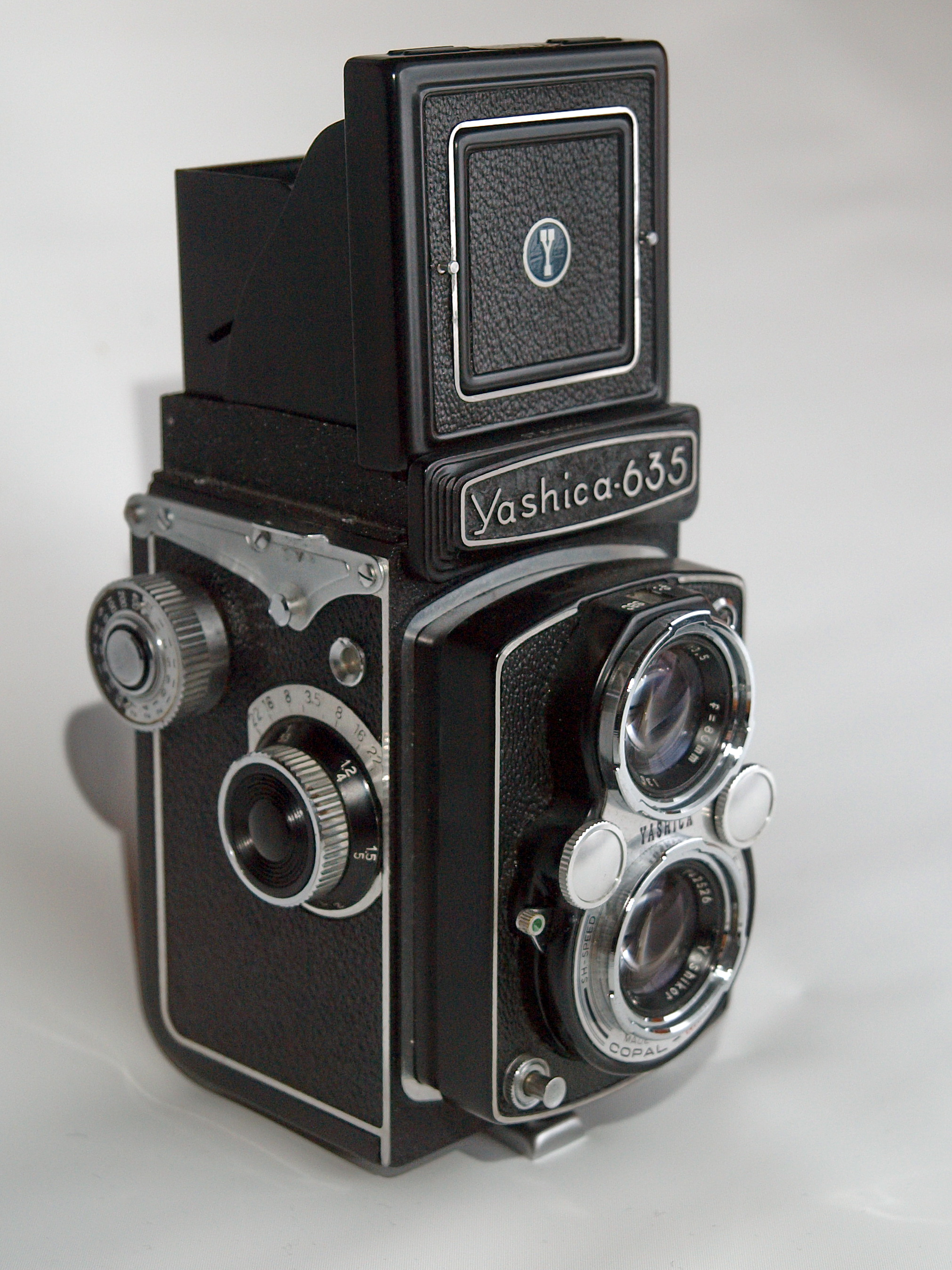
Yashica 635
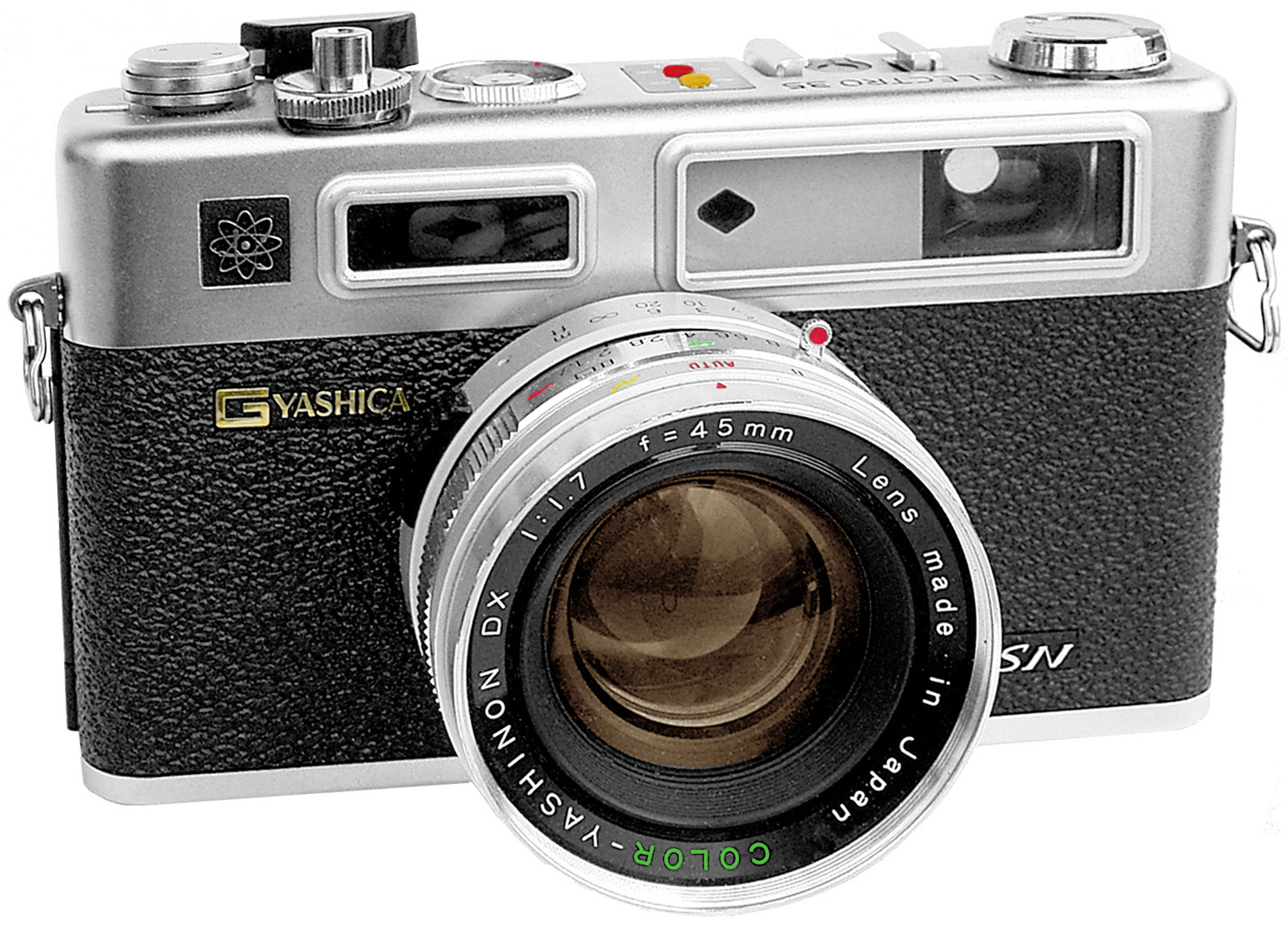
Yashica Electro 35 GSN
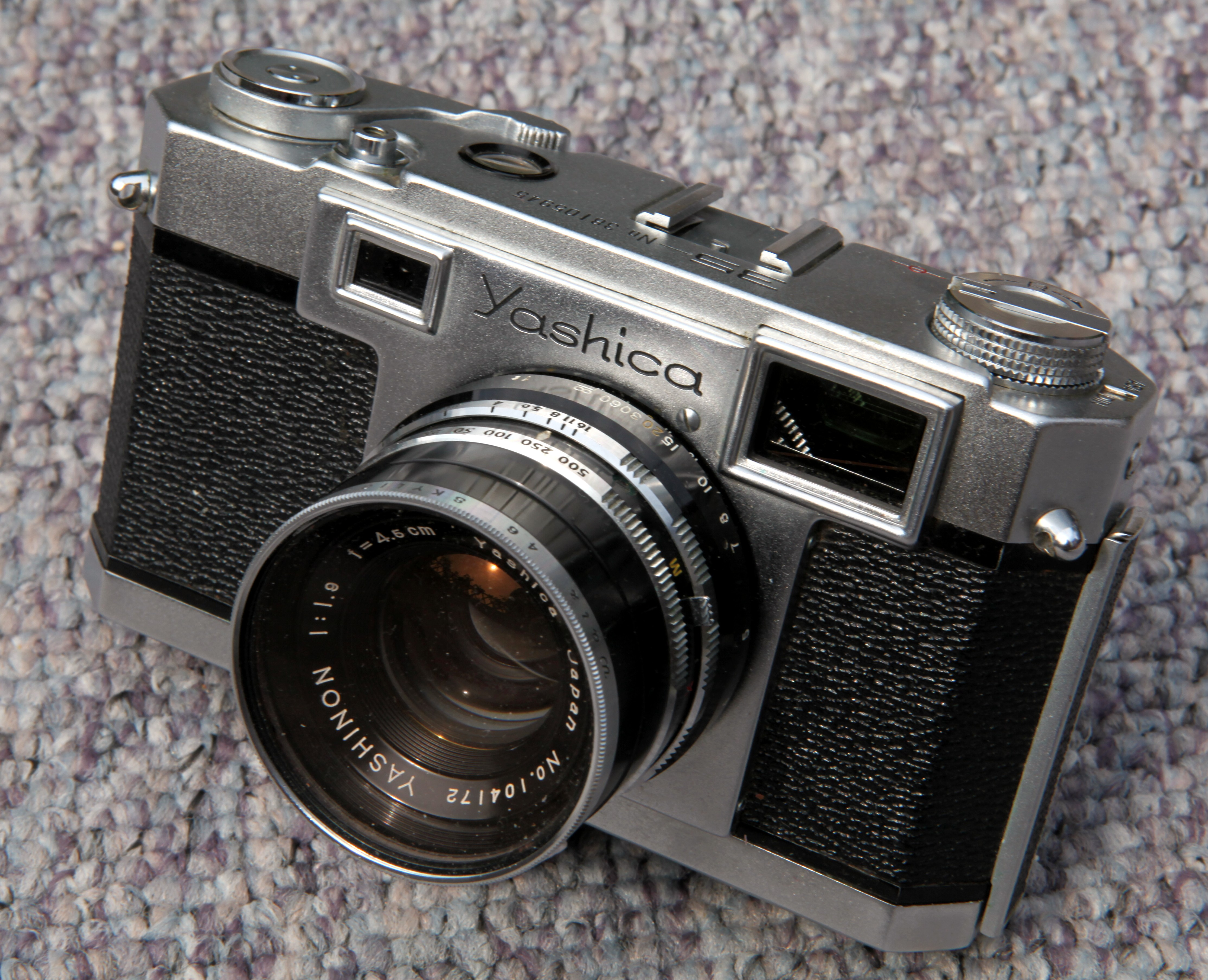
Yashica 35 Yashinon
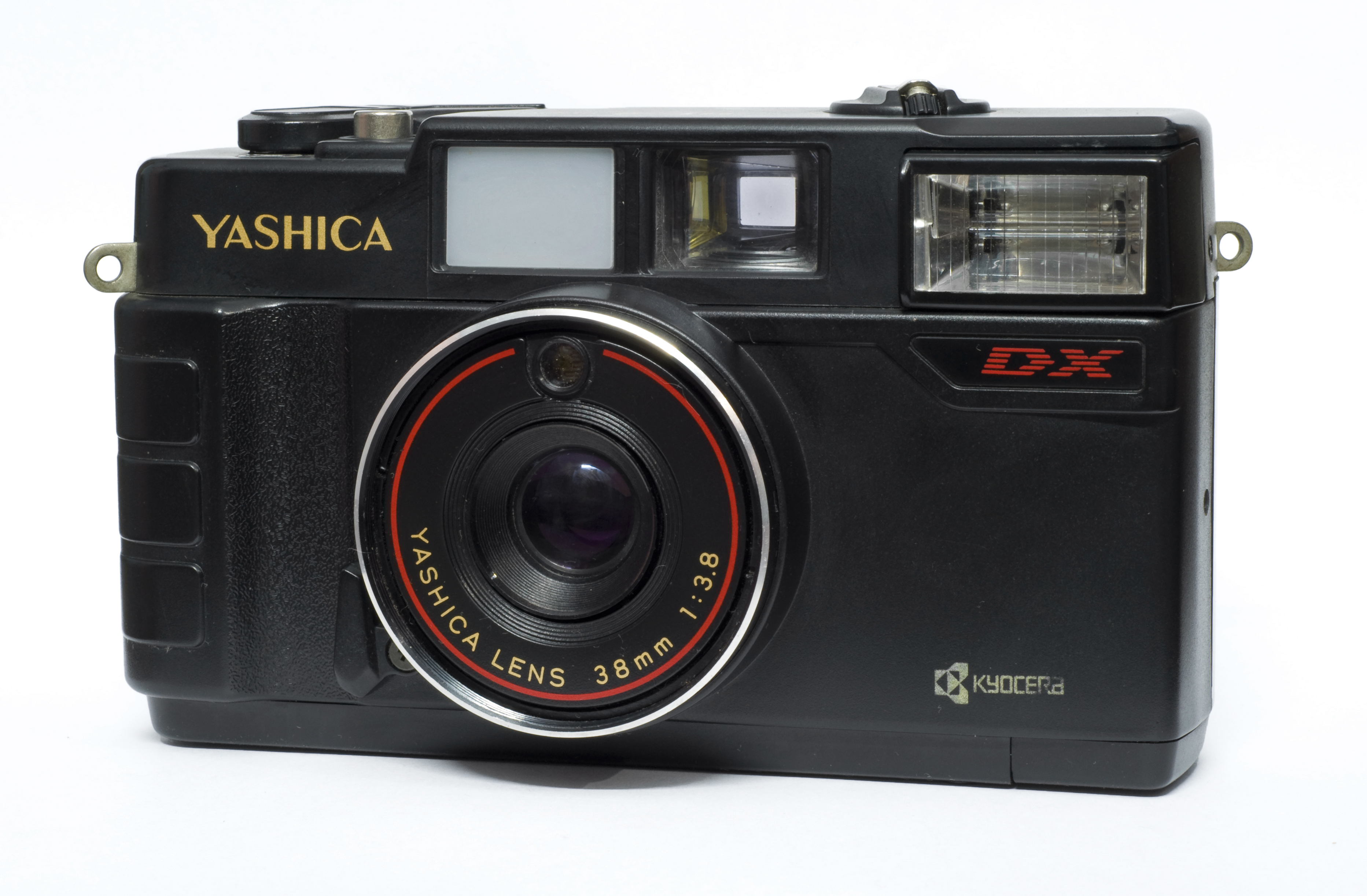
Yashica MF-2 super
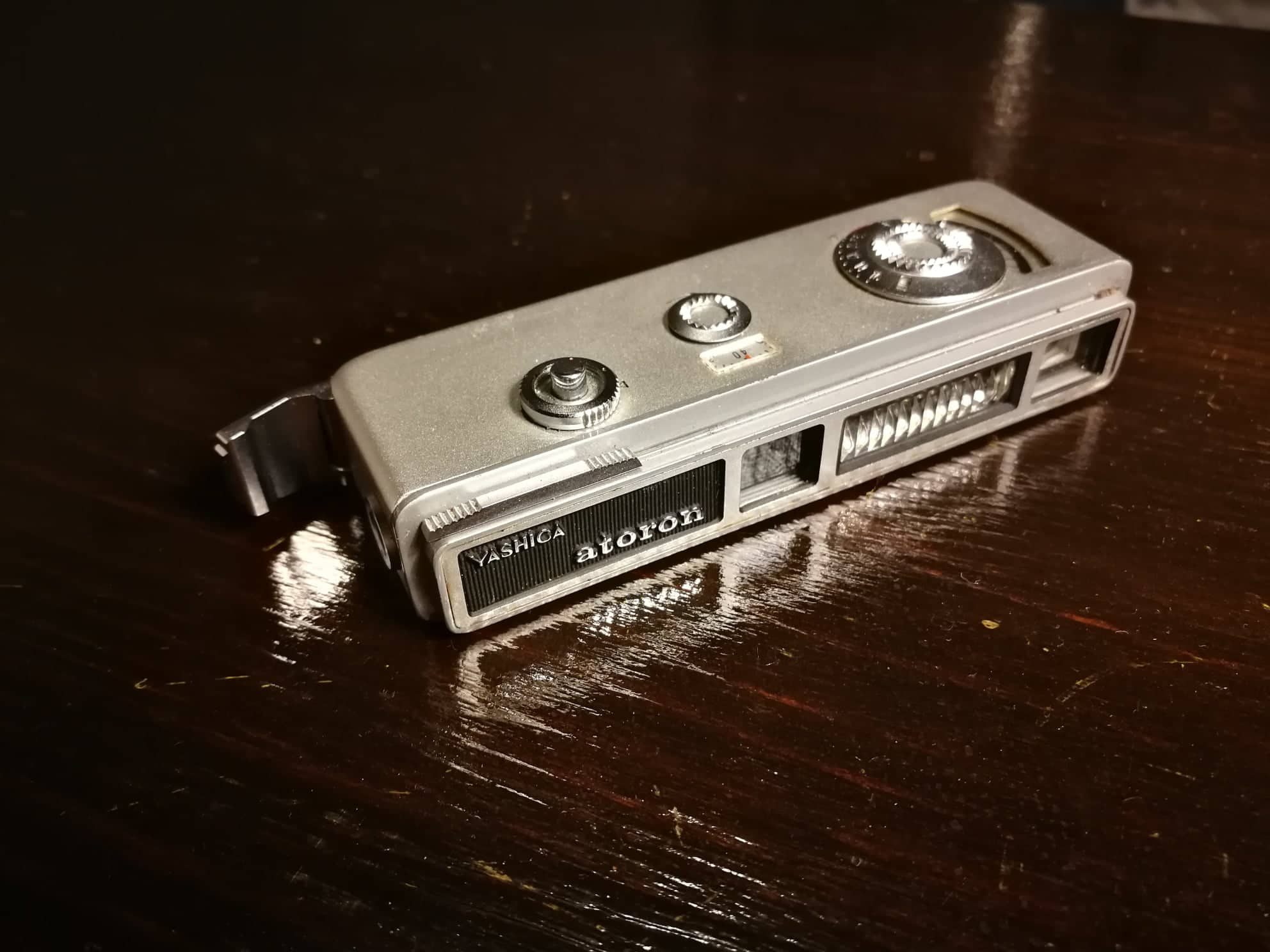
Yashica Atoron